# Tofiga Fepulea'i
Tofiga Fepulae'i (Wellington, 5 februari 1974) is een Nieuw-Zeelandse acteur, stemacteur en komiek, etnisch afkomstig van de Samoa-eilanden. Samen met Eteuati Ete vormt hij het komisch duo de Laughing Samoans. 

## Filmografie
- 2024: Vaiana 2, als Nalo (stem)[1]
- 2022: Duckrockers, als pastoor
- 2019: Take Home Pay, als Bob Titilo[2]
- 2010: Laughing Samoans at Large, als Aunty Tala en Uncle Sam
- 2004: The Insiders Guide to Happiness